# 황새치자리 제타
황새치자리 제타는 황새치자리 방향으로 지구에서 38광년 떨어진, 단독성이자 황백색 주계열성이다. 분광형은 F7V로 우리 태양보다 좀 더 뜨겁고 밝으며, 반지름 또한 크다.